# Любовидзкие
Любовидзкие, Любовицкие (пол. Lubowidzki, Lubowicki) — дворянский род.
Любовидзкие — дворянский род герба Шренява, восходящий к началу XVI в.
- Матвей Иванович Любовидзкий (1789—1874) был сенатором при императоре Николае I и Александре II.
- Любовицкий, Юлиан Викторович (1836—1908) — русский генерал от инфантерии, военный писатель.

Род Любовидзких внесён в VI часть родословной книги губерний Витебской, Гродненской и Киевской.